# Осіння вулиця (Київ)
Осі́ння ву́лиця — вулиця у Святошинському районі міста Києва, місцевість Біличі. Пролягає від вулиці Академіка Єфремова до вулиці Академіка Булаховського. 
Прилучаються вулиці Олександра Дорошкевича, Купріна, Шкільна, Бучанська, Прорізна, Йосипа Маршака та Мальовнича, провулки Чорнобильський та Осінній.

## Історія
Вулиця виникла в першій половині XX століття, мала назву вулиця Леніна. З 1966 року — вулиця Володимира Ульянова, на честь Володимира Ульянова-Леніна. Сучасна назва — з 1985 року.

## Установи та заклади
- Загальноосвітня школа № 55 (буд. № 35)

## Зображення

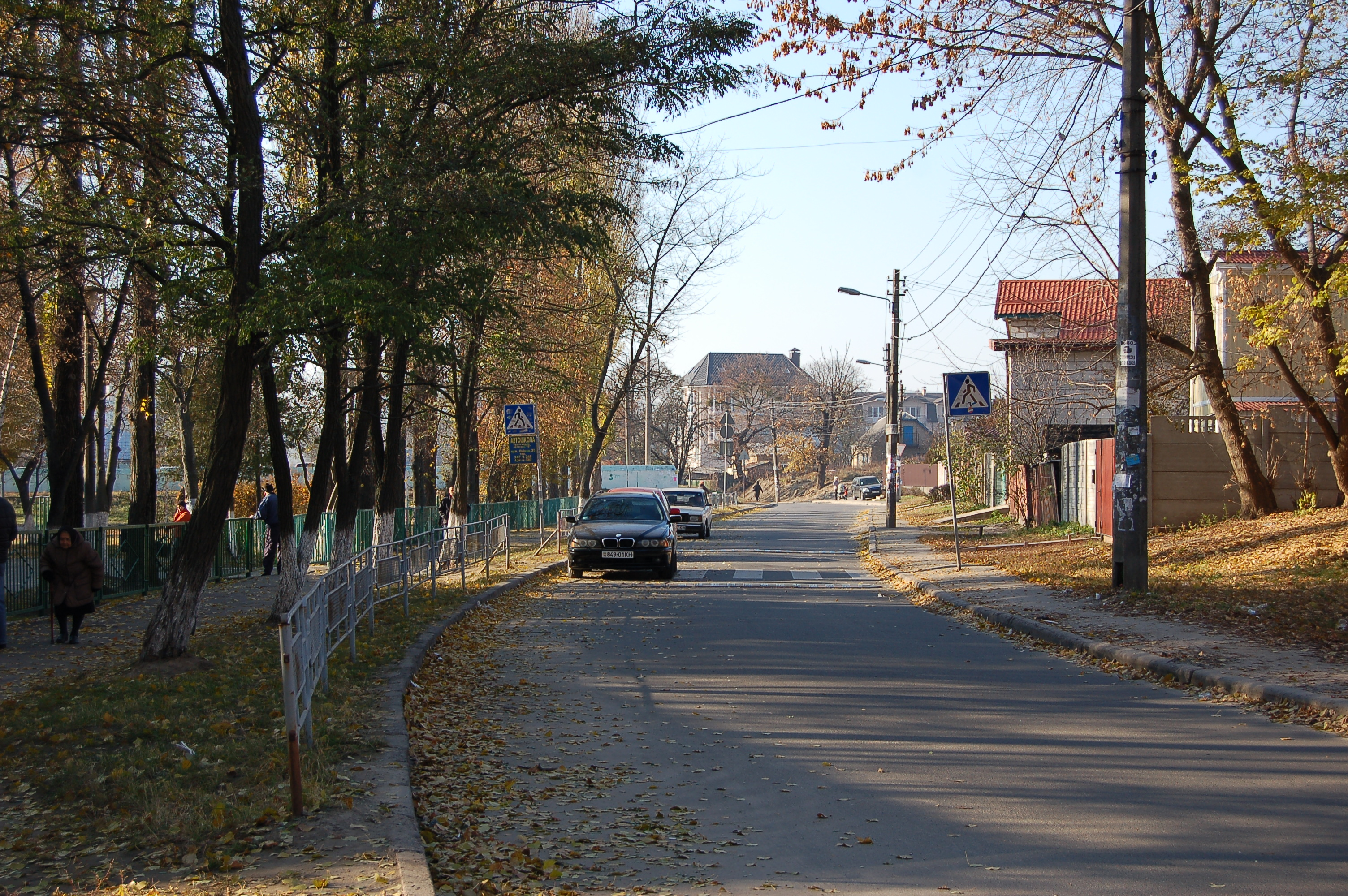
Біля школи № 55
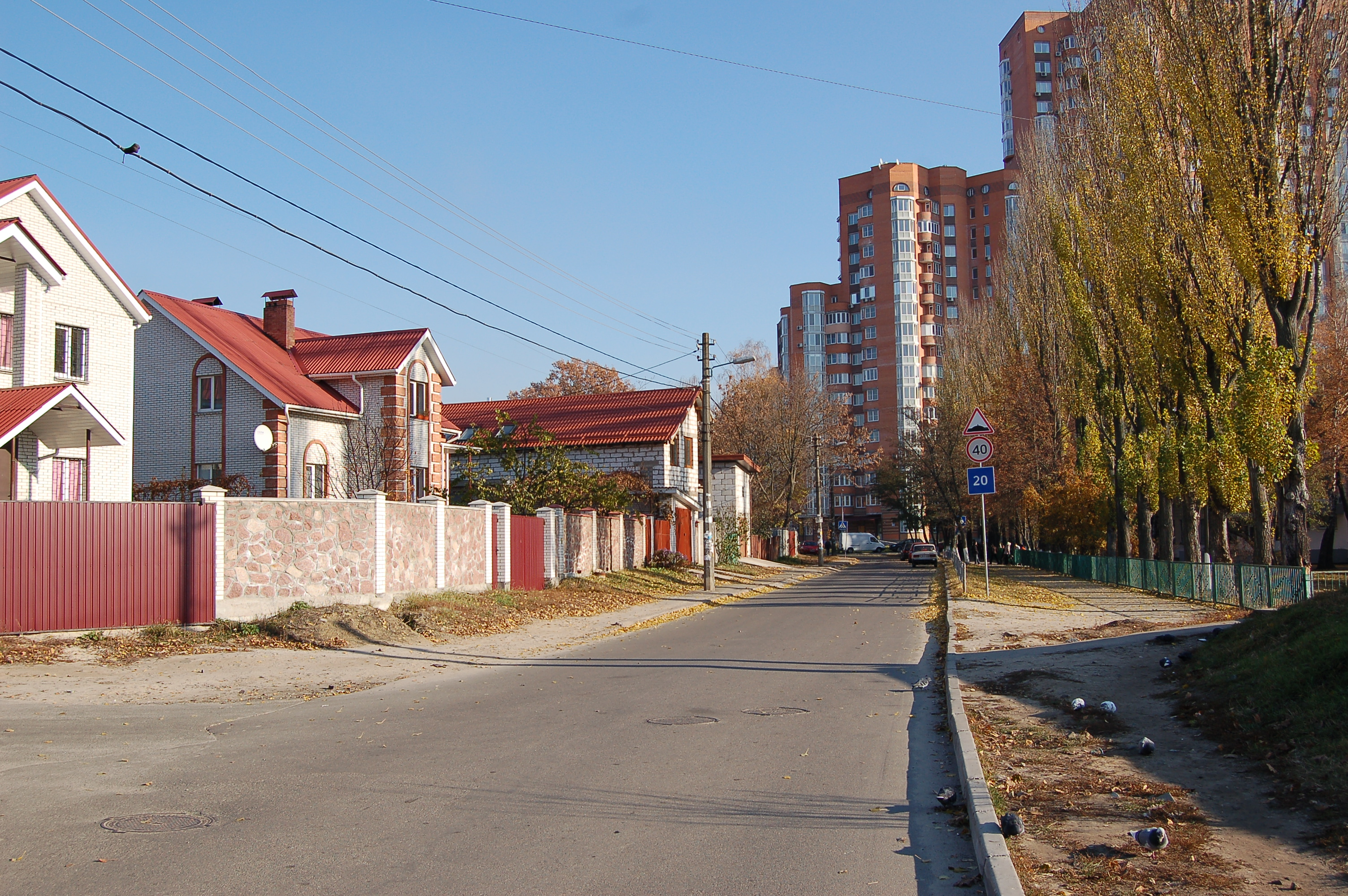
Поблизу перехрестя з Бучанською вулицею
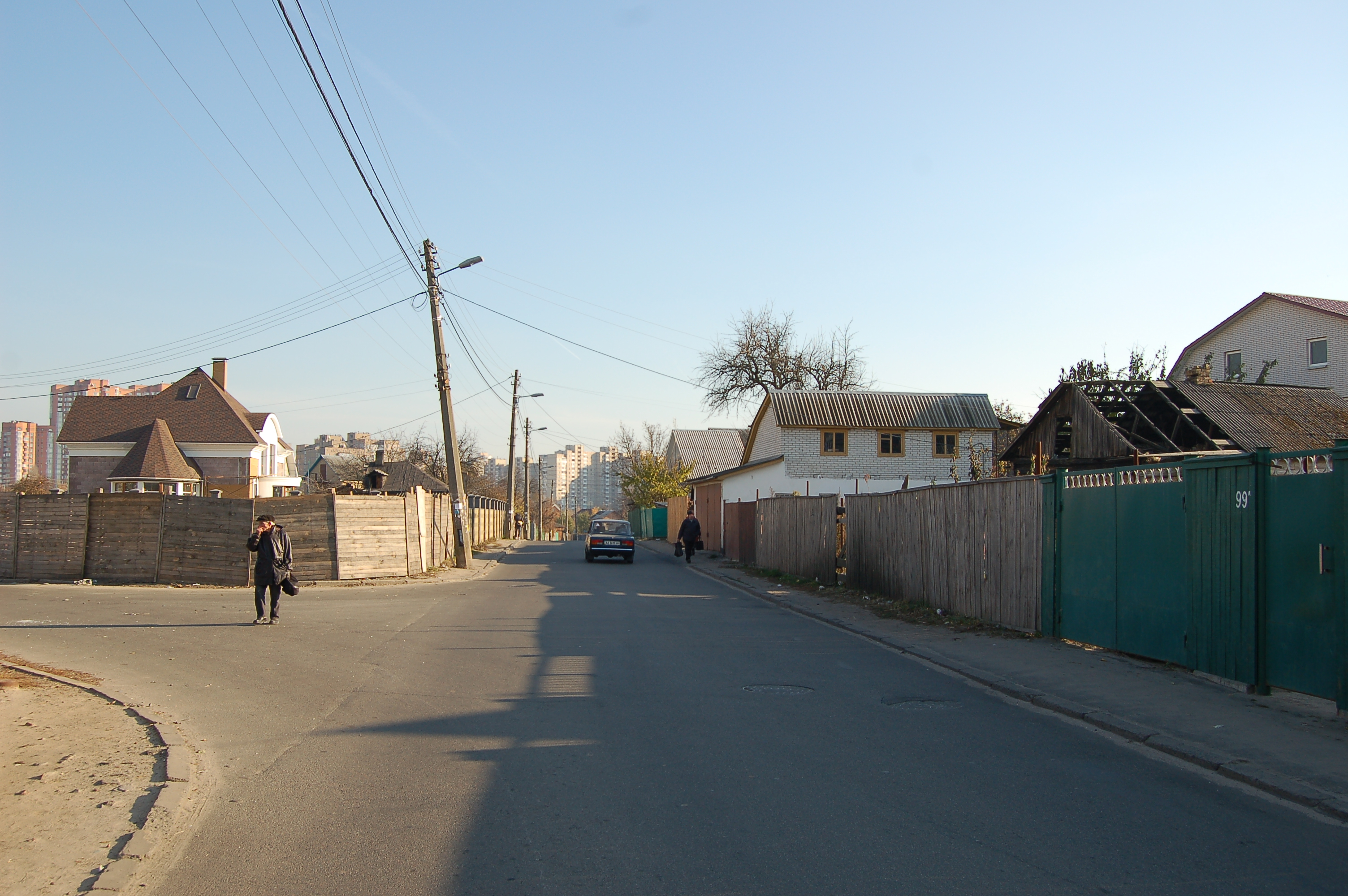
Поблизу перехрестя з вулицею Маршака
Меморіальна дошка Віталію Романенку на будівлі середньої школи № 55
Меморіальна дошка Володимиру Драченку на будівлі середньої школи № 55